# Javier Genovés
Javier Genovés Pablo (Zaragoza, España, 19 de febrero de 1992), más conocido como Javier Genovés, es un entrenador de fútbol español que actualmente dirige al Club Deportivo Ebro en la categoría de Segunda Federación grupo II.

## Trayectoria
Graduado en Magisterio de Educación Física y con amplia formación en el ámbito pedagógico y futbolístico. Javier Genovés iniciaría su andadura en los banquillos a los 18 años trabajando en diferentes clubs de fútbol base como C. D. Giner Torrero, Unión Deportiva Montecarlo y Club de Fútbol Atlético Escalerillas pasando por todas categorías formativas desde benjamines hasta división de honor cadete y liga nacional juvenil.
En julio de 2020, a sus 27 años,  firma como entrenador del Club Deportivo Robres de la Tercera División de España. Equipo que en esos momentos es filial del Club Deportivo Ebro de la Segunda Federación donde compagina su trabajo en ambas estructuras.
En la temporada 2020-21, logra una holgada permanencia, dejando lejos los 8 puestos de descenso y contribuyendo de manera continua a la aparición de jóvenes jugadores en el Club Deportivo Ebro de Manolo Sanlúcar y Pepe Cuevas.
En la temporada 2021-22, lograría clasificar al Club Deportivo Robres por primera vez en su historia para disputar los play-offs de ascenso a la Segunda Federación tras una meritoria segunda vuelta.
En la 2022-23, comenzaría su tercera temporada en el Club Deportivo Robres pero la buena dinámica del equipo, clasificado en puestos de play-off, junto con la necesidad de resultados en el C. D. Ebro hace que el 30 de noviembre de 2022, firme como entrenador del C. D. Ebro de la Segunda Federación, tras la destitución de Raúl Jardiel.
La temporada 2023-24, la desarrolla en el Club Deportivo Ebro donde tras una gran temporada se llega con opciones de ser campeones de liga a la última jornada de liga pero finalmente, se produce la clasificación para el play-off  de ascenso a Segunda Federación donde caen eliminados en la segunda ronda.
Sería en la temporada 2024-25 cuando el Club Deportivo Ebro tras una brillante campaña, consigue de su mano el campeonato liguero de Tercera División de España grupo XVII, su consecuente ascenso a Segunda Federación y la clasificación automática para disputar la Copa del Rey en la temporada 2025-26.

## Clubes
| Club         | País   | Año       |
| ------------ | ------ | --------- |
| C. D. Robres | España | 2020-2022 |
| C. D. Ebro   | España | 2022-Act. |